# Égide de Laurenzana
Pour les articles homonymes, voir Égide (homonymie).
Égide de Laurenzana (né en 1443 et mort le 10 janvier 1518), est un moine et ermite franciscain de Laurenzana, considéré comme bienheureux par l’Église catholique. Sa mémoire est fêtée le 10 janvier.

## Biographie
Bernardino di Bello est né à Laurenzana autour de 1443. Très jeune, il est attiré par la personnalité de saint Antoine de Padoue et la spiritualité franciscaine. Il s'installe comme ermite dans une grotte qu'il transforme en chapelle dédiée à la Vierge. Ses contemporains rapportent que les oiseaux venaient manger dans sa main. Sa notoriété attire progressivement la population, si bien qu'il quitte son ermitage pour se mettre au service d'un agriculteur installé près du couvent franciscain,,.
Égide se rend régulièrement au couvent tout proche pour y prier. Plus tard, il demande à entrer au couvent. Après avoir fait sa profession de foi, et prend le nom d’Égide, les moines lui confient la charge de jardinier, et il est installé, à sa demande, dans une petite cabane dans le jardin. Son hagiographie raconte que les oiseaux venaient chanter avec lui quand il priait et qu'il aurait prédit plusieurs événements à venir,.
Il meurt le 10 janvier 1518. Son culte est toujours attesté dans la ville de Laurenzana.